# گوستاو آدن
گوستاو آدن (انگلیسی: Gustav Iden؛ زادهٔ ۱۹۹۵ (۲۹–۳۰ سال)) ورزشکار ورزش سه‌گانه اهل نروژ است.
وی در مسابقات کشوری و بین‌المللی در مجموع برندهٔ ۱ مدال طلا شده‌است.